# 卡西帕拉耶姆
卡西帕拉耶姆（Kasipalayam (G)），是印度泰米尔纳德邦Erode县的一个城镇。总人口8483（2001年）。

## 人口
该地2001年总人口8483人，其中男性4325人，女性4158人；0—6岁人口691人，其中男370人，女321人；识字率56.12%，其中男性为65.34%，女性为46.54%。